# Grand lac Jourdain
Grand lac Jourdain är en sjö i Kanada.   Den ligger i regionen Saguenay–Lac-Saint-Jean och provinsen Québec, i den östra delen av landet, 600 km nordost om huvudstaden Ottawa. Grand lac Jourdain ligger 441 meter över havet. Arean är 8,5 kvadratkilometer. Den sträcker sig 11,7 kilometer i nord-sydlig riktning, och 3,1 kilometer i öst-västlig riktning.
I omgivningarna runt Grand lac Jourdain växer i huvudsak barrskog. Trakten runt Grand lac Jourdain är nära nog obefolkad, med mindre än två invånare per kvadratkilometer.